# Glamsbjerg
Glamsbjerg is een plaats en voormalige gemeente in Denemarken op het eiland Funen.

## Voormalige gemeente
De oppervlakte bedroeg 91,43 km² en de gemeente telde 5873 inwoners (2005). Glamsbjerg maakt sinds de gemeentelijke herindeling van 2007 deel uit van de gemeente Assens.

## Plaats

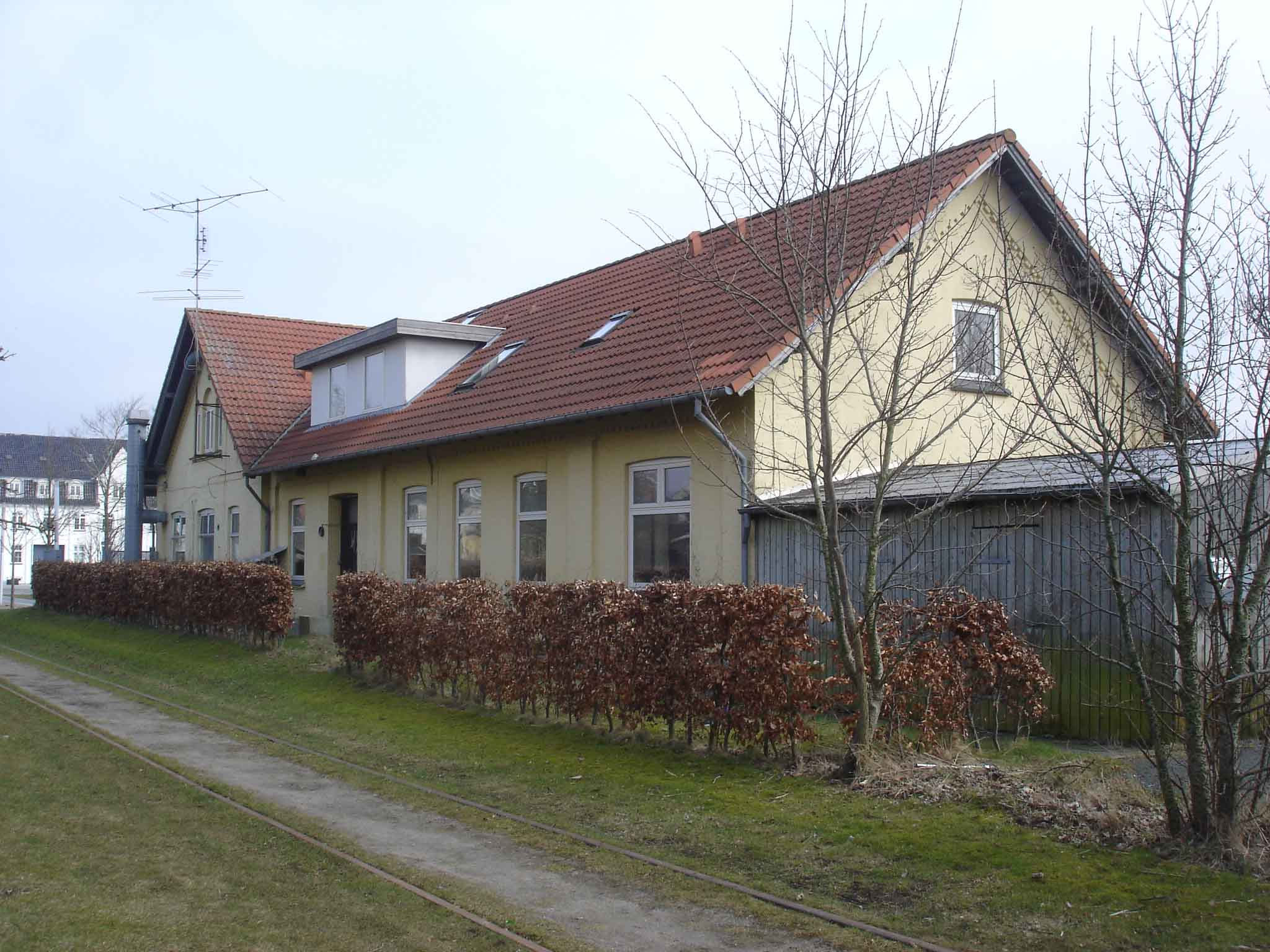
station

De plaats Glamsbjerg telt 3275 inwoners (2020). De plaats ligt aan de voormalige spoorlijn Tommerup - Assens. Het station is bewaard gebleven. Over de weg is Glamsbjerg bereikbaar via wegen 168 en 329.